# Солнечный (Воронежская область)
Солнечный — посёлок Рамонского района Воронежской области России. Входит в состав Яменского сельского поселения. 

## География
Находится в пригородной зоне Воронежа, на федеральной трассе А-134, вблизи международного аэропорта Воронежа имени Петра I.
Осевая доминанта посёлка — Московское шоссе. К нему примыкают улицы: Восстовская, Ивановская, Парковая, Сиреневая, Цветочная.

## Население
| 2010 |
| ---- |
| 0    |

## Инфраструктура
На территории посёлка расположен торгово-развлекательный центр Сити-парк «Град» общей площадью — 203 тыс. м² с парковой на 5150 автомобилей. Диаметр атриума комплекса — 36 метров. 27 октября 2011 года на территории посёлка открылся Воронежский океанариум — единственный в Центральном Черноземье. Есть несколько автосалонов.

## Достопримечательности
Государственный природный заказник областного значения Воронежская нагорная дубрава.

## Транспорт
Развит автомобильный транспорт.